# Tortoise
Tortoise és una formació de rock fundada a Chicago, Illinois, Estats Units, el 1990. La música de Tortoise pràcticament, instrumental, desafia una categorització fàcil, i el grup rebé una atenció significativa des del principis de la seva carrera. Els membres tenen arrels a la fèrtil escena musical de Chicago, tocant en diversos grups indie rock i punk. Tortoise està entre els primers grups americans d'indie rock en incorporar estils propers al Krautrock, dub, música minimalista, electrònica i diversos estils de jazz, més que el rock i punk estàndard que havia prevalgut en l'indie rock durant anys.
Alguns han citat Tortoise com una de les principals forces darrere el desenvolupament i popularitat del post-rock. Altres, tanmateix, han caracteritzat la música de Tortoise música com una gran deutora del rock progressiu.
Altres grups relacionats amb Tortoise són The Sea and Cake, Brokeback, Slint, Isotope 217, Chicago Odense Ensemble, Tar Babies, i el Chicago Underground Duo. Tortoise publica per al segell Thrill Jockey.

## Història

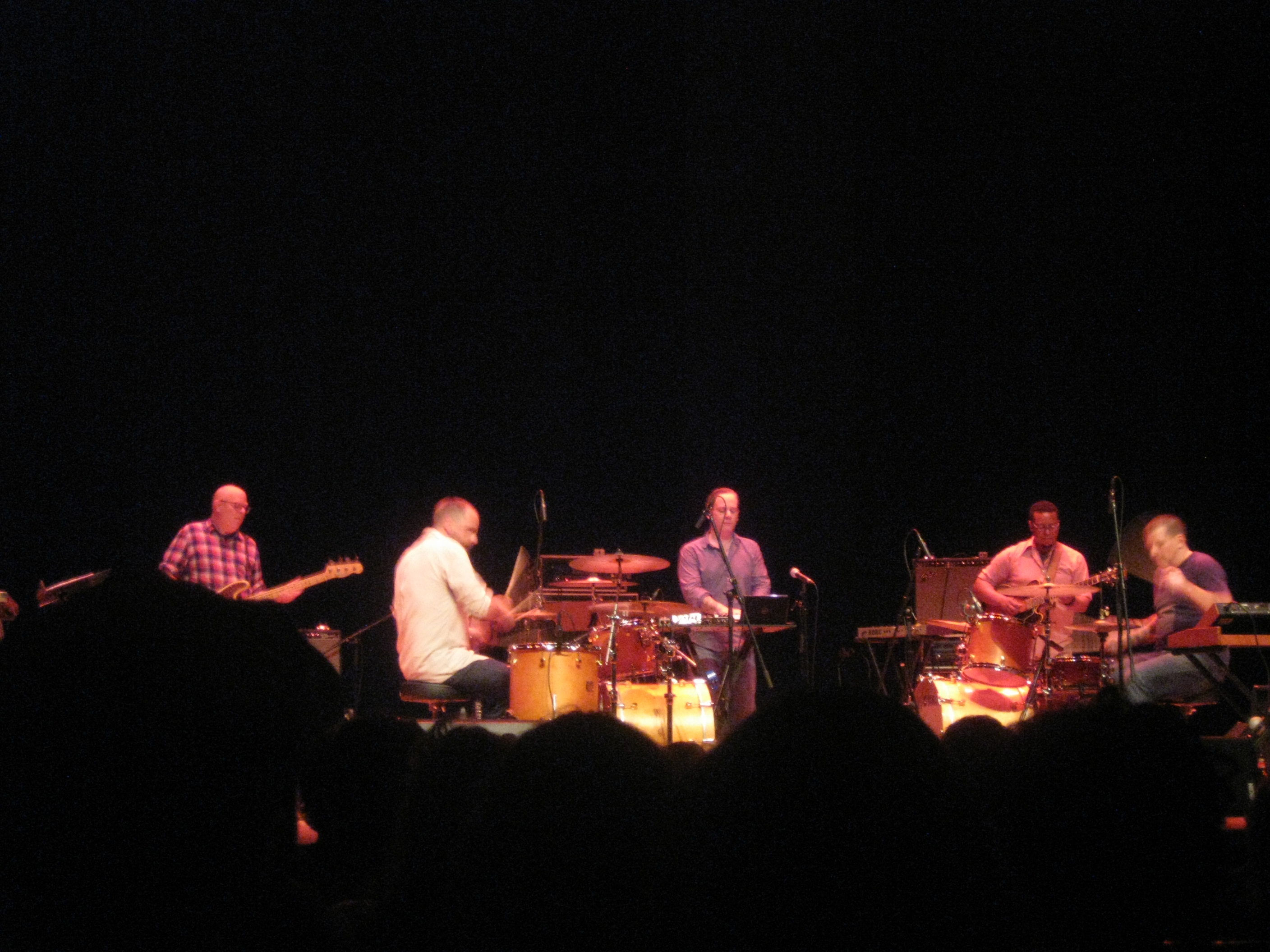
Tortoise actuant a Santiago de Compostel·la (2012)

Els orígens del grup es fonamenten a finals dels 80 quan la parella Doug McCombs (baixista d'Eleventh Dream Day) i el bateria John Herndon, s'imaginaren formant una secció de ritme freelance (com les estrelles del reggae Sly and Robbie). Aquella idea mai arribà a terme, però el seu interès en el ritme i els enregistrament d'estudi els dugueren a associar-se amb el bateria John McEntire i el baixista Bundy K. Brown (ambdós antics membres de Bastro), seguits pel percussionista Dan Bitney.
El seu primer senzill fou publicat el 1993, i el seu àlbum homònim de debut aparegué un any més tard. Instrumental i majoritàriament de tempo mitjà, Tortoise a poc a poc recollí elogis i atenció, degut en part a la inusual instrumentació (dos baixos, tres percussionistes que alternen entre la bateria, vibràfons i marimbes). A l'àlbum l'hi seguí el remix, Rhythms, Resolutions and Clusters.
Brown deixà el grup essent reemplaçat per David Pajo (anteriorment membre de Slint) en l'àlbum del 1996 Millions Now Living Will Never Die, que aparegué en moltes llistes dels millors temes anuals, i el tema de vint minuts Djed va ser descrit pel crític John Bush com a prova que "Tortoise fa rock experimental doble funció d'una música evocativa i bonica." També el 1996, el grup col·laborà en l'àlbum en benefici de la Sida Offbeat: A Red Hot Soundtrip produced va produir per Red Hot Organization.
També publicaren la recopilació exclusivament al Japó amb pistes del seu debut epònim, ritmes, senzills anomenat A Digest Compendium of the Tortoise's World on November 21, 1996
El 1998, Tortoise publicà TNT, del que podria dir-se que és el seu àlbum més jazzístic. Jeff Parker (qui té un fort rerefons de jazz) s'havia unit com a guitarrista al costat de Pajo, qui va deixar la formació després de completar la gravació de l'àlbum. Al 2001 produïren l'àlbum Standards, on Tortoise va incorporar sons més electrònics i postproducció que en treballs anteriors. El 2001 la formació ajudà a l'edició del festival britànic All Tomorrow's Parties (ATP). El 2004 tornaren a fer-se càrrec d'un altre dia del mateix esdeveniment.
It's All Around You fou publicat el 2004. El 2006, Tortoise col·laborà amb Bonnie 'Prince' Billy en un àlbum de versions titulat The Brave and the Bold, publicaren A Lazarus Taxon, un box set que contenia dos CDs d'una sola pista i remescles, un tercer CD amb un va expandir Rhythms, Resolutions and Clusters i un DVD amb vídeos i filmacions d'actuacions en directe. El 2001, la formació va enregistrar "Dideridoo" per a l'àlbum de recopilació per a l'organització Red Hot Organization a l'àlbum Red Hot + Indigo, un tribut a Duke Ellington, que recaptava diners per a dedicar a la conscienciació sobre la Sida i la lluita contra la malaltia.
Bitney i McEntire també contribuïren a l'àlbum de Bright Eyes Cassadaga. El grup ha treballat amb multi-instrumentista Paul Duncan del grup Warm Ghost.
Tortoise publicà l'àlbum Beacons of Ancestorship el 23 de juny de 2009. La formació girà per l'Oest Mitjà estatunidenc entre setembre i octubre d'aquell any, i seguidament per Europa entre novembre i desembre.
La formació actuà al festival All Tomorrow's Parties New York del 2010, realitzat a Monticello (Nova York).
El 2012, Tortoise escrigueren i gravaren la banda sonora del film Lovely Molly, d'Eduardo Sánchez, una pel·lícula de terror psicològica parcialment inspirada en la tradicional cançó folk.
El juliol del 2013 Tortoise penjaren fotos i vídeos breus als perfils d'Instagram i Facebook mostrant la formació gravant música nova. El 20 d'abril del 2014 la formació va escriure en la seva pàgina de Facebook: "Hola, Facebook. Tornarem a l'estudi la setmana que ve - LP VII en progrés. Tòquio, Osaka, Singapur, Kuala Lumpur, Hong Kong, Pequín, Xangai i Taiwan - ens veiem aviat."
El 6 d'octubre del 2015, s'anuncià que un àlbum nou, anomenat The Catastrophist, seria publicat a principis del 2016 per Thrill Jockey. A més es publicà un senzill de l'àlbum nou, titulat Gesceap, penjat a YouTube. Així mateix, Thrill Jockey ja oferia el disc per comanda postal des del 10 d'octubre de 2015.

## Discografia
Àlbums d'estudi
- Tortoise (1994)
- Millions Now Living Will Never Die (1996)
- TNT (1998)
- Standards (2001)
- It's All Around You (2004)
- Beacons of Ancestorship (2009)
- The Catastrophist (2016)[1][10]

Altres discos
- Rhythms, Resolutions & Clusters (1995) – àlbum de remescles
- A Digest Compendium of the Tortoise's World (1996)
- Remixed (1998) [(2001) re-alliberament amb una remescla d'autechre] - àlbum de remescles
- In the Fishtank (1999) – EP, col·laboració amb The Ex
- "Gently cupping the chin of the ape" (2001)
- The Brave and the Bold (2006) – àlbum de versiosns en col·laboració amb Bonnie 'Prince' Billy
- A Lazarus Taxon (2006) – caixa de recopilació-posat de material rar, 3 CDs i 1 DVD
- Grand Theft Auto: Chinatown Wars (2009) - tema de Tortoise en la versió IOS/PSP.
- Yanni Live at the Acropolis (2010) - part del projecte musical Record Club en col·laboració amb Beck, Thurston Moore i Brian LeBarton
- Metro: The Official Bootleg Series, Volume 1 (2010) - recopilació de directes

Senzills i vídeos
- 1996 - "Glass Museum"
- 1996 - "Dear Grandma and Papa"
- 1998 - "The Suspension Bridge at Iguazú Falls"
- 1998 - "Four-day Interval"
- 2001 - "Seneca"
- 2004 - "Salt the Skies"
- 2004 - "It's All Around You"
- 2009 - "Prepare your Coffin"
- 2016 - "Yonder Blue"